# مولينكس
مولينكس (بالفرنسية:Moulinex)، هي شركة فرنسية لإنتاج الآلات الإلكترونية التي تتعلق بالطبخ، مثل تعصير الفواكه وعمليات الشوي للأطعمة كالبطاطس وغيرها، أسست سنة 1937، وتقع مقرها في فرنسا، ولها فروع في كل دول العالم، بمن فيها بلدان الشرق الأوسط.

## وصلات خارجية
- الموقع الرسمي لمولينكس (الإنكليزية)
- الموقع الرسمي لشركة مولينكس بالشرق الأوسط